# درة غل (إقليد)
درة غل (بالفارسية: دره گل) هي قرية تقع في البلدة المركزية في إيران. يقدر عدد سكانها بـ 0 نسمة بحسب إحصاء 2016.